# تپه قلعه چه شماره یک
تپه قلعه چه شماره یک در شهرستان دنا، بخش یاتاوه، روستای تمنک واقع شده و این اثر در تاریخ ۱۱ دی ۱۳۸۰ با شمارهٔ ثبت ۴۵۵۵ به‌عنوان یکی از آثار ملی ایران به ثبت رسیده است.